# Henricão
Henricão, nome pelo qual era conhecido Henrique Felippe da Costa (Itapira, 11 de janeiro de 1908 – São Paulo, 11 de junho de 1984) foi um ator, cantor, compositor, letrista, radioator e jogador de futebol brasileiro.

## Biografia
Nascido na cidade de Itapira, cidade de marcante tradição cultural negra e na divisa com o estado de Minas Gerais. Apesar de manter-se ligado à sua cidade natal por toda a vida, construiu sua trajetória de vida em trânsito. Inicialmente, começa carreira como futebolista atuando como goleiro. Joga no Velo Clube de Rio Claro e posteriormente no Floresta, em Amparo, até receber uma proposta para jogar no Corinthians, em São Paulo. Na capital, entra em contato com a turma do time de futebol de várzea, no bairro da Bela Vista, e participa da fundação do Cordão Carnavalesco Vai-Vai, compondo o primeiro samba com o qual o cordão desfila, em 1930. Após escrever vários sambas para cordões e blocos, recebe um convite de César Ladeira para se apresentar na rádio Record com uma jovem cantora, formando a dupla Henrique e Risoleta. Em 1932 e 1933, participa com Flávio de Carvalho (1899-1973) do Clube dos Artistas Modernos (CAM) e forma dupla com Sarita, com quem grava dois maracatus: Noiô, Noiô, de Paulo e Sebastião Lopes, e Chora meu Goguê, de Benigno Gomes e Franz Ferrer, ambos no mesmo disco pela Odeon.
Em 1934, vai ao Rio de Janeiro. Lá participa de um programa de rádio com Ataulfo Alves (1909-1969) . Alguns anos depois, conhece a cantora Carmen Costa, formando a dupla mais famosa de sua carreira. Gravam dezenas de músicas, com destaque para Só Vendo que Beleza e Está Chegando a Hora, em parceria com Rubens Campos, ambas lançadas em disco em 1942, com acompanhamento da escola de samba Praça 11. Elas se tornam sucesso do Carnaval de 1943, fazendo com que a dupla receba convites para se apresentar em todo o país, em circos, parques de diversão e casas de espetáculo. Resistindo ao tempo, a primeira canção teve regravações de Elza Soares e Elis Regina, além do trio Moreno, Domenico e Kassin, em 2000, e Maria Bethânia e Omara Portuondo, em 2008. A segunda canção foi regravada por Jacob do Bandolim, Emilinha Borba e MC Sapão no disco O Bonde das Marchinhas (2006).
Em 1959, lança o 78 rpm Henricão e suas Pastoras, com dois sambas: Vai meu Amor, de Mário Augusto e Beduíno, e Resolve na Hora, parceria com Raul Marques, mas tem pouca repercussão. Depois disso, Henricão permanece 21 anos sem gravar como cantor, período em que se dedica a diversos ofícios, tais como ator, motorista particular e vendedor de automóveis, enfrentando dificuldades financeiras. Participa de mais de 20 filmes, desde seu primeiro papel no inacabado It's All True, de Orson Welles, a produções de Mazzaropi e pornochanchadas. Obtém destaque com a interpretação de um líder quilombola em uma versão para o cinema de Sinhá Moça, realizado pela Cia. Vera Cruz. Com o filme, ganha diversos prêmios como melhor ator.
Já em 1973, esquecido pelo grande público, grava o programa MPB Especial, de Fernando Faro, acompanhado do conjunto de choro Evandro e seu Regional. Em 1980, lança seu primeiro LP como cantor, a convite de Júlio Moreno, pela gravadora Eldorado. Com o título Recomeço, Henricão retoma sua parceria com Carmen Costa, regravando os maiores sucessos de sua carreira. Entre os anos de 1981 e 1982, é eleito rei momo da cidade de São Paulo, até falecer em 1984, aos 76 anos, vítima de um AVC. Como legado, deixa uma obra que se destaca pelos sambas, muitos deles acompanhados por regionais de choro e solos de flauta, como o samba sincopado.
 Comentário Crítico
A obra de Henricão se destaca essencialmente pelos sambas. Sua maioria, gravada durante as décadas de 1940 e 1950, conta com arranjos acompanhados por regionais de choro, solos de flauta, ritmos sincopados, letras que remetem a cenas do cotidiano e uma interpretação informal. Nesse contexto, seus sambas diferem do estilo carioca por sofrer influências do samba rural, típico do interior paulista, permeado de instrumentos graves - como o tambu, exemplificados em Saravá Umbanda (1980) - e de instrumentos de sopro, comuns no instrumental dos cordões paulistanos. O músico também flerta com a música regional, que traz arranjos de violas e sanfona, como nas toadas A Moreninha do Sertão (1936) e Peteca do Destino (1937); e na valsa Companheira do meu Penar (1937), em parceria com a cantora Sarita e com o sanfoneiro Antenógenes Silva, autor das músicas, duas delas em parceria com Ernani Campos.
Compôs com diversos parceiros, produzindo tipos de samba também distintos: além de Rubens Campos, seu parceiro mais frequente, com quem escreve o baião Já Chegou a Hora, segundo 78 rpm gravado por João Donato, em 1953, divide espaço com outros nomes, como Nelson Cavaquinho, com quem compôs Não Faça Vontade a Ela (1939). Esta foi a primeira música de Nelson Cavaquinho a ser gravada em disco, na voz de Alcides Gerardi, porém o disco não é lançado. Com Caco Velho, o gaúcho do samba sincopado, elabora Não Faça Hora Comigo, canção que faz referência ao relógio da Praça da Sé, de São Paulo, que Caco Velho lança em 1945. Também estabelece parcerias com Raul Marques, Resolve na Hora (1959) e Meu Grande Desejo (1980), além de Bucy Moreira, José Alcides - com que faz Deu Cupim, gravado por Caco Velho em 1945 e Celso Sim na revista Bixiga Oficina do Samba, em 2006 - Dêdê e Vitor Gonçalves e Príncipe Pretinho, com músicas como Caramba, com Carmen Costa, 1943, e Dança mais um Bocado, regravada por Elizeth Cardoso e Cyro Monteiro, em 1966.
Henricão também atua em desfiles de Carnaval como dirigente de cordão carnavalesco e compositor, escrevendo várias músicas para a Vai-Vai, da qual é um dos fundadores e autor de sua primeira composição. Nesse contexto, as músicas voltadas aos blocos e cordões de Carnaval da cidade de São Paulo são feitas não em ritmo de samba, mas em marcha-sambada, uma fusão do ritmo da marcha militar europeia − notada, por exemplo, no uso de instrumentos de sopro característicos das bandas militares, que iria se popularizar com as marchinhas de Carnaval − com o samba de bumbo, oriundo do interior do estado. Estas canções, como Saiam à Janela (1973) e Se Ela não Sair no Vai-Vai (1973), cantadas no Carnaval de rua das primeiras décadas do século XX, só foram registradas décadas depois pelo programa MPB Especial. São na maioria marchas curtas, com duas quadras, conhecidas como sambas-exaltação, justamente pelo tema relacionado à divulgação, ao entusiasmo e à glorificação dos feitos da própria agremiação. Além da marcha-sambada, também compôs marchas-rancho, próximas do frevo, como podemos observar em Andorinha(1980), parceria com Rubens Campos.
Também faz versões de músicas em espanhol, como Carmilito (1942), adaptada do tango argentino Camiñito (1926), composto por Juan de Dios Filiberto e Gabino Coria Peñaloza. Seu maior sucesso, Está Chegando a Hora (1942), é uma versão da melodia de uma tradicional rancheira mexicana, denominada Cielito Lindo, escrita em 1882 pelo compositor Quirino Mendoza y Cortés, adaptada por Henricão e Rubens Campos e gravada por Carmem Costa, que se torna grande sucesso do Carnaval. É regravada em 1967 com êxito por Wilson Simonal e até hoje é fundo musical de torcidas nas finais de partidas esportivas em estádios.
Sua atuação como intérprete está registrada em alguns poucos compactos de 78 rpm, no programa MPB Especial e em seu único LP, Recomeço, gravado em 1980. Apesar de seu timbre de barítono, canta sem excessos, mais próximo da fala e sempre de forma bem humorada.
Atuou em antigas fitas do  cinema nacional brasileiro, como Sinhá Moça, O Gato de Madame; O Puritano da Rua Augusta; O Jeca e a Freira; Vou te Contá e O Jeca e o seu Filho Preto, .
Após sua morte, a Escola Municipal Jardim Campos, fundada em 1982, mudou de nome para E.M.E.F. Henrique Felipe da Costa, através do Decreto nº20.275 de 19/10/1984.

## Filmografia
| Ano  | Título                            | Personagem                           |
| ---- | --------------------------------- | ------------------------------------ |
| 1944 | Berlim na Batucada                | —                                    |
| 1949 | Almas Adversas                    | —                                    |
| 1950 | Eu Quero é Movimento              | Sambista                             |
| 1952 | Meu Destino É Pecar               | Folclorista                          |
| 1953 | Sinhá Moça                        | Justino                              |
| 1954 | O Circo Chegou na Cidade          | —                                    |
| 1956 | O Gato de Madame                  | Presidiário                          |
| 1958 | Vou Te Contá...                   | Homem no carnaval                    |
| 1961 | A Primeira Missa                  | —                                    |
| 1965 | O Puritano da Rua Augusta         | Motorista                            |
| 1968 | O Jeca e a Freira                 | Bento                                |
| 1972 | A Marcha                          | Escravo Jeremias                     |
| 1971 | O Macabro Dr. Scivano             | Macumbeiro                           |
| 1971 | Betão Ronca Ferro                 | Azulão                               |
| 1974 | Mestiça, a Escrava Indomável      | Escrava                              |
| 1978 | O Jeca e o seu Filho Preto        | Testemunha no julgamento de Cheiroso |
| 1980 | A Filha de Emmanuelle             | —                                    |
| 1981 | A Insaciável - Tormentos da Carne | Preto Velho                          |
| 1981 | Volúpia ao Prazer                 | Tio João                             |
| 1983 | As Panteras Negras do Sexo        | Velho Preto                          |

### Televisão
| Ano  | Título                 | Papel     |
| ---- | ---------------------- | --------- |
| 1982 | O Tronco do Ipê        | Sebastião |
| 1981 | Os Imigrantes          | Velho     |
| 1978 | O Direito de Nascer    | Júlio     |
| 1977 | Um Sol Maior           | Salatiel  |
| 1976 | O Julgamento           | Sebastião |
| 1961 | O Vigilante Rodoviário | —         |

## Discografia principal
- - (1980) Henricão. Recomeço • Estúdio Eldorado • LP
  - (1959) Vai meu amor/Resolve na hora • Chantecler • 78
  - (1954) Roda de trem/Vê se me esquece • Todamérica • 78
  - (1951) O trem da cantareira/Que mal eu fiz? • Todamérica • 78
  - (1948) Não sou de briga/Adeus pampa mia! • Continental • 78
  - (1947) Sou eu/Ingratidão do Nozinho • Continental • 78
  - (1943) Dever de um brasileiro • Victor • 78
  - (1943) A festa é boa • Victor • 78
  - (1942) Depois que ela partiu • Victor • 78
  - (1940) Dance mais um bocado/Não quero conselho • Columbia • 78
  - (1939) Onde está o dinheiro/Não dou motivo • Odeon • 78
  - (1938) Pra que tanto ciúme/Qual foi o mal que te fiz • Odeon • 78
  - (1937) Noiô, Noiô/Chora meu Goguê • Odeon • 78
  - (1937) Companheira do meu penar/Peteca do destino • Odeon • 78